# Ministerium Gautsch III

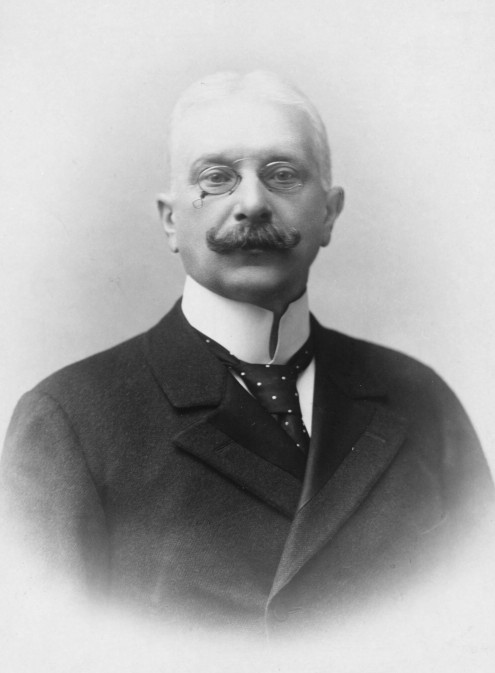
Paul Gautsch von Frankenthurn war 1897 bis 1898, 1905 bis 1906 sowie 1911 Ministerpräsident Altösterreichs

Das Ministerium Gautsch III wurde am 28. Juni 1911 von Ministerpräsident Paul Gautsch von Frankenthurn in Cisleithanien gebildet (eine vor allem im Beamtentum und bei Juristen gebräuchliche inoffizielle Bezeichnung für den nördlichen und westlichen Teil Österreich-Ungarns). Es löste das Ministerium Bienerth ab und blieb bis zum 3. November 1911 im Amt. Daraufhin folgte das Ministerium Stürgkh.
Der Außenminister, der Kriegsminister und der gemeinsame Finanzminister gehörten diesem Kabinett nicht an. Siehe k.u.k. gemeinsame Ministerien.

## Minister
Dem Ministerium gehörten folgende Minister an:
| Amt                               | Amtsinhaber                   | Beginn der Amtszeit | Ende der Amtszeit |
| --------------------------------- | ----------------------------- | ------------------- | ----------------- |
| Ministerpräsident                 | Paul Gautsch von Frankenthurn | 28. Juni 1911       | 3. November 1911  |
| Ackerbauminister                  | Adalbert von Widmann          | 28. Juni 1911       | 28. Oktober 1911  |
| Handelsminister                   | Viktor Mataja                 | 28. Juni 1911       | 28. Oktober 1911  |
| Kultus- und Unterrichtsminister   | Karl Stürgkh                  | 28. Juni 1911       | 3. November 1911  |
| Finanzminister                    | Robert Meyer                  | 28. Juni 1911       | 3. November 1911  |
| Innenminister                     | Max Wickenburg                | 28. Juni 1911       | 3. November 1911  |
| Justizminister                    | Viktor von Hochenburger       | 28. Juni 1911       | 3. November 1911  |
| Minister für Öffentliche Arbeiten | Karl Marek                    | 28. Juni 1911       | 28. Oktober 1911  |
| Eisenbahnminister                 | Victor von Röll               | 28. Juni 1911       | 28. Oktober 1911  |
| Minister für Landesverteidigung   | Friedrich von Georgi          | 28. Juni 1911       | 3. November 1911  |
| Minister ohne Geschäftsbereich    | Wenzel Zaleski                | 28. Juni 1911       | 3. November 1911  |